# Lista odcinków serialu Transrodzic
Poniżej znajduje się lista odcinków serialu telewizyjnego Transrodzic – emitowanego przez amerykańską  platformę Amazon Studios od 6 lutego 2014 roku. Natomiast w Polsce serial nie był emitowany.
| Sezon | Sezon | Odcinki | Oryginalna emisja Amazon Studios | Oryginalna emisja Amazon Studios | Oryginalna emisja | Oryginalna emisja | Oryginalna emisja |
| Sezon | Sezon | Odcinki | Premiera sezonu                  | Finał sezonu                     | Premiera sezonu   | Finał sezonu      |                   |
| ----- | ----- | ------- | -------------------------------- | -------------------------------- | ----------------- | ----------------- | ----------------- |
|       | 1     | 10      | 6 lutego 2014                    | 23 grudnia 2014                  | nieemitowany      | nieemitowany      |                   |
|       | 2     | 10      | 30 listopada 2015                | 11 grudnia 2015                  | nieemitowany      | nieemitowany      |                   |
|       | 3     | 10      | 23 września 2016                 | 23 września 2016                 | nieemitowany      | nieemitowany      |                   |
|       | 4     | 10      | 21 września 2017                 | 21 września 2017                 | nieemitowany      | nieemitowany      |                   |

## Sezon 1 (2014)
| Nr | #  | Tytuł                        | Reżyseria     | Scenariusz                          | Premiera Amazon Studios | Premiera     |
| -- | -- | ---------------------------- | ------------- | ----------------------------------- | ----------------------- | ------------ |
| 1  | 1  | Pilot                        | Jill Soloway  | Jill Soloway                        | 6 lutego 2014           | nieemitowany |
| 2  | 2  | The Letting Go               | Jill Soloway  | Jill Soloway                        | 26 września 2014        | nieemitowany |
| 3  | 3  | Rollin                       | Jill Soloway  | Bridget Bedard                      | 26 września 2014        | nieemitowany |
| 4  | 4  | Moppa                        | Nisha Ganatra | Micah Fitzerman-Blue, Noah Harpster | 26 września 2014        | nieemitowany |
| 5  | 5  | Wedge                        | Nisha Ganatra | Ali Liebegott                       | 26 września 2014        | nieemitowany |
| 6  | 6  | The Wilderness               | Jill Soloway  | Ethan Kuperberg                     | 26 września 2014        | nieemitowany |
| 7  | 7  | Symbolic Exemplar            | Jill Soloway  | Faith Soloway                       | 26 września 2014        | nieemitowany |
| 8  | 8  | Best New Girl                | Jill Soloway  | Bridget Bedard                      | 26 września 2014        | nieemitowany |
| 9  | 9  | Looking Up                   | Nisha Ganatra | Micah Fitzerman-Blue, Noah Harpster | 26 września 2014        | nieemitowany |
| 10 | 10 | Why Do We Cover the Mirrors? | Jill Soloway  | Jill Soloway                        | 26 września 2014        | nieemitowany |

## Sezon 2 (2015)
| Nr | #  | Tytuł                     | Reżyseria       | Scenariusz                           | Premiera Amazon Studios | Premiera     |
| -- | -- | ------------------------- | --------------- | ------------------------------------ | ----------------------- | ------------ |
| 11 | 1  | Kina Hora                 | Jill Soloway    | Jill Soloway                         | 30 listopada 2015       | nieemitowany |
| 12 | 2  | Flicky-Flicky Thump-Thump | Jill Soloway    | Micah Fitzerman-Blue & Noah Harpster | 11 grudnia 2015         | nieemitowany |
| 13 | 3  | New World Coming          | Marielle Heller | Faith Soloway                        | 11 grudnia 2015         | nieemitowany |
| 14 | 4  | Cherry Blossoms           | Jill Soloway    | Arabella Anderson                    | 11 grudnia 2015         | nieemitowany |
| 15 | 5  | Mee-Maw                   | Stacie Passon   | Our Lady J                           | 11 grudnia 2015         | nieemitowany |
| 16 | 6  | Bulnerable                | Silas Howard    | Bridget Bedard                       | 11 grudnia 2015         | nieemitowany |
| 17 | 7  | The Book of Life          | Jim Frohna      | Ethan Kuperberg                      | 11 grudnia 2015         | nieemitowany |
| 18 | 8  | Oscillate                 | Andrea Arnold   | Bridget Bedard                       | 11 grudnia 2015         | nieemitowany |
| 19 | 9  | Man on the Land           | Jill Soloway    | Ali Liebegott                        | 11 grudnia 2015         | nieemitowany |
| 20 | 10 | Grey Green Brown & Copper | Andrea Arnold   | Micah Fitzerman-Blue, Noah Harpster  | 11 grudnia 2015         | nieemitowany |

## Sezon 3 (2016)
| Nr | #  | Tytuł                       | Reżyseria        | Scenariusz                           | Premiera Amazon Studios | Premiera     |
| -- | -- | --------------------------- | ---------------- | ------------------------------------ | ----------------------- | ------------ |
| 21 | 1  | Elizah                      | Jill Soloway     | Ethan Kuperberg                      | 23 września 2016        | nieemitowany |
| 22 | 2  | When the Battle Is Over     | Silas Howard     | Jessi Klein                          | 23 września 2016        | nieemitowany |
| 23 | 3  | To Sardines and Back        | Jill Soloway     | Faith & Jill Soloway                 | 23 września 2016        | nieemitowany |
| 24 | 4  | Just the Facts              | Silas Howard     | Micah Fiterzman-Blue & Noah Harpster | 23 września 2016        | nieemitowany |
| 25 | 5  | Oh Holy Night               | Stacie Passon    | Micah Fiterzman-Blue & Noah Harpster | 23 września 2016        | nieemitowany |
| 26 | 6  | The Open Road               | Jill Soloway     | Bridget Bedard                       | 23 września 2016        | nieemitowany |
| 27 | 7  | Life Sucks and Then You Die | Shira Piven      | Ali Liebegott                        | 23 września 2016        | nieemitowany |
| 28 | 8  | If I Were a Bell            | Andrea Arnold    | Our Lady J                           | 23 września 2016        | nieemitowany |
| 29 | 9  | Off the Grid                | So Yong Kim      | Bridget Bedard, Stephanie Kornick    | 23 września 2016        | nieemitowany |
| 30 | 10 | Exciting and New            | Marta Cunningham | Faith & Jill Soloway                 | 23 września 2016        | nieemitowany |

## Sezon 4 (2017)
| Nr | #  | Tytuł                                | Reżyseria           | Scenariusz        | Premiera Amazon Studios |
| -- | -- | ------------------------------------ | ------------------- | ----------------- | ----------------------- |
| 31 | 1  | Standing Order                       | Jill Soloway        | Faith Soloway     | 21 września 2017        |
| 32 | 2  | Groin Anomaly                        | Allison Liddi-Brown | Ali Liebegott     | 21 września 2017        |
| 33 | 3  | Pinkwashing Machine                  | Alison Liddi-Brown  | Our Lady J        | 21 września 2017        |
| 34 | 4  | Cool Guy                             | Sarah Gavron        | Gabe Liedman      | 21 września 2017        |
| 35 | 5  | Born Again                           | Marta Cunningham    | Stephanie Kornick | 21 września 2017        |
| 36 | 6  | I Never Promised You a Promised Land | Jim Frohna          | Bridget Bedard    | 21 września 2017        |
| 37 | 7  | Babar the Borrible                   | Gaby Hoffmann       | Ali Liebegott     | 21 września 2017        |
| 38 | 8  | Desert Eagle                         | Andrea Arnold       | Ethan Kuperberg   | 21 września 2017        |
| 39 | 9  | They Is on the Way                   | Jill Soloway        | Bridget Bedard    | 21 września 2017        |
| 40 | 10 | House Call                           | Rhys Ernst          | Ethan Kuperberg   | 21 września 2017        |